# Rumex lacustris
Rumex lacustris là một loài thực vật có hoa trong họ Rau răm. Loài này được Greene miêu tả khoa học đầu tiên năm 1895.